# الكدمة (الوزيرة)

تعديل مصدري - تعديل

الكدمة محلة تابعة لقرية الراهدة، التابعة لعزلة الوزيرة بمديرية فرع العدين إحدى مديريات محافظة إب في الجمهورية اليمنية، بلغ تعداد سكانها 67 حسب تعداد اليمن لعام 2004.